# Kobresia cercostachys
Kobresia cercostachys là loài thực vật có hoa trong họ Cói. Loài này được (Franch.) C.B.Clarke mô tả khoa học đầu tiên năm 1903.